# Radmilo Petrović
Radmilo Petrović (geb. in Belgrad, Serbien) ist ein serbischer Opernsänger (Tenor).

## Leben
Seine musikalische Laufbahn begann er als Oboist im Musikgymnasium „Kornelije Stanković“ bei Ljubiša Petruševski. Kurz danach spielte er Oboe als Mitglied der Jugendphilharmonie Belgrad. Nebenbei war er als Chordirigent in der St. Bartolomei Kirche in Belgrad tätig, wodurch er seine Vorliebe zum Gesang entdeckte. Aufgrund dessen nahm er Unterricht bei Branka Kambasković. Seine außergewöhnliche Stimme brachte ihm den Ersten und den Spezial-Preis bei den internationalen Gesangswettbewerben „Petar Konjović“ in Belgrad und Novi Sad. Den Abschluss des Gesangsstudiums mit Masterdiplom absolvierte er an der Belgrader Musikuniversität bei Irina Arsikin. Den Gesangsunterricht fuhr er an der Wiener Musikuniversität bei Helene Karusso fort. Bei Marjana Lipovšek studierte er Lied und Oratorium und bei Reto Nickler und Ivan Parik die Opernschule.
Die Meisterkurse besuchte er bei John Hancorn, Guillemette Laurens, Evelyn Tubb, Nicolas Clapton, Anthony Rooley, Emma Kirkby, Claudia Eder, Alexander Rieger, Ivor Bolton und Andreas Karasiak. Derzeit arbeitet er mit zahlreichen jugoslawischen Ensembles für alte Musik zusammen: Studio für Alte Musik Belgrad, Ensemble Renaissance, Musica Antiqua Consort. Zahlreiche Konzertauftritte und Liederabende gab er im ehemaligen Jugoslawien, England, Deutschland und Österreich. Darüber hinaus leitet er eine private Gesangsklasse und wirkt seit März 2015 als Assistent des Chores und Tenorsolist der serbisch-orthodoxen Diözese in Wien.